# Cleonymus longinervus
Cleonymus longinervus är en stekelart som beskrevs av Kamijo 1983. Cleonymus longinervus ingår i släktet Cleonymus och familjen puppglanssteklar. Inga underarter finns listade i Catalogue of Life.